# Place Saint-Timothée
La place Saint-Timothée est une place de la commune de Reims, dans le département de la Marne, en région Grand-Est.

## Origine du nom
Elle porte le nom d'une église éponyme disparue lors de la Révolution française.
Cette église glorifiait les martyrs rémois à la Pompelle (butte au sud de Reims, à l’ouest de la route de Chalons), Ces martyrs étaient Timothée, Apollinaire et Maure.

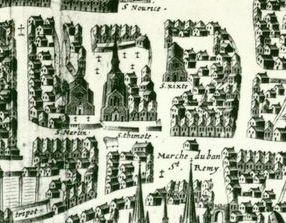
La place du ban Saint-Remi en 1618 sur un plan relevé par Picart avec l'église Saint-Timothée.

## Historique
Par délibération du 22 novembre 1841, la Place de la Halle Saint-Remi, emplacement de l'ancienne halle du ban st-Remi, est renommée Place Saint-Timothée. 
En 1849, Mr Contet fit réédifier l’ancienne Halle Saint-Remi, que l’on venait de démolir place Saint-Timothée, dans la ferme Contet-Muiron, à l’angle de la rue Perseval.

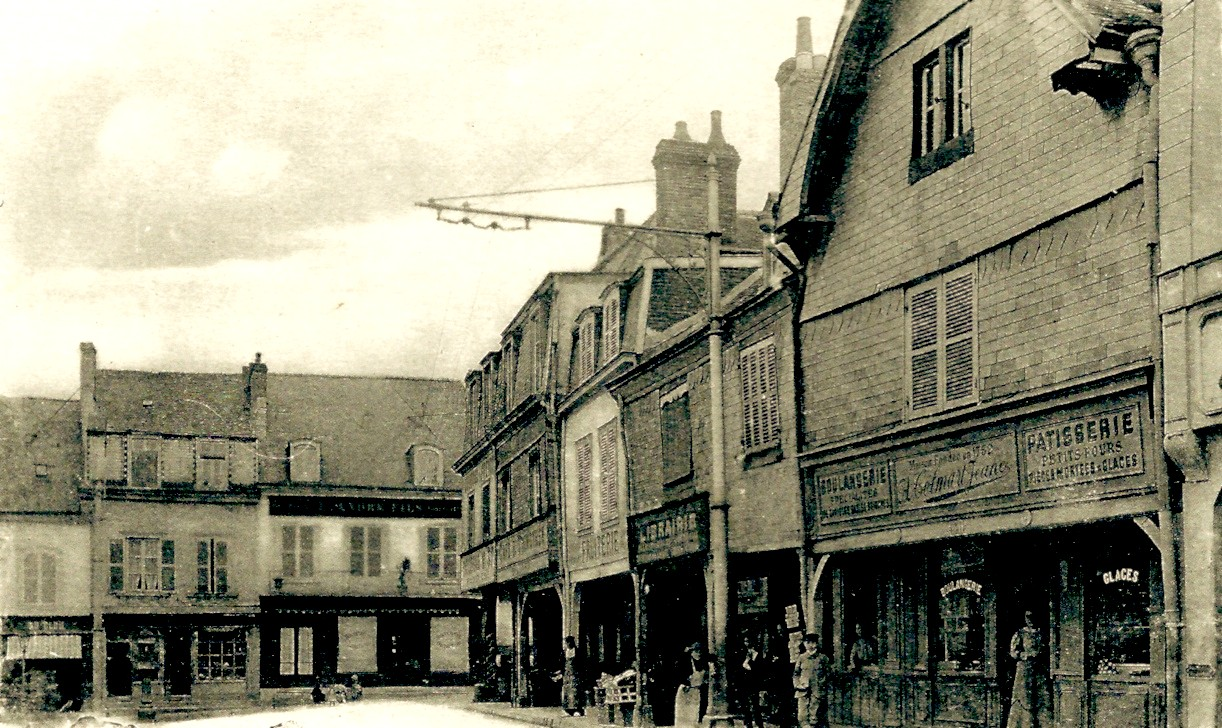
Avant 1914,
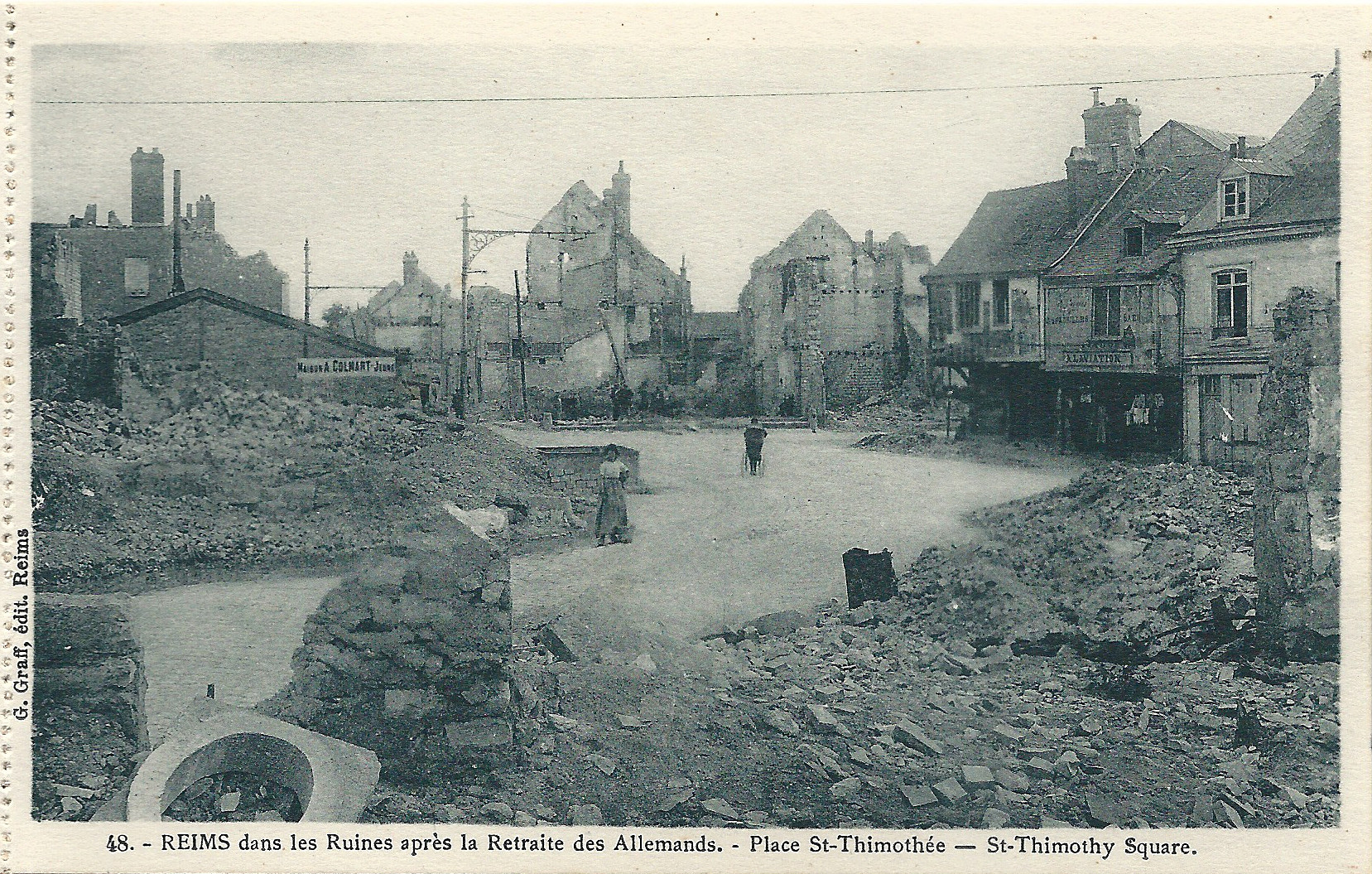
dégâts de la Grande guerre.
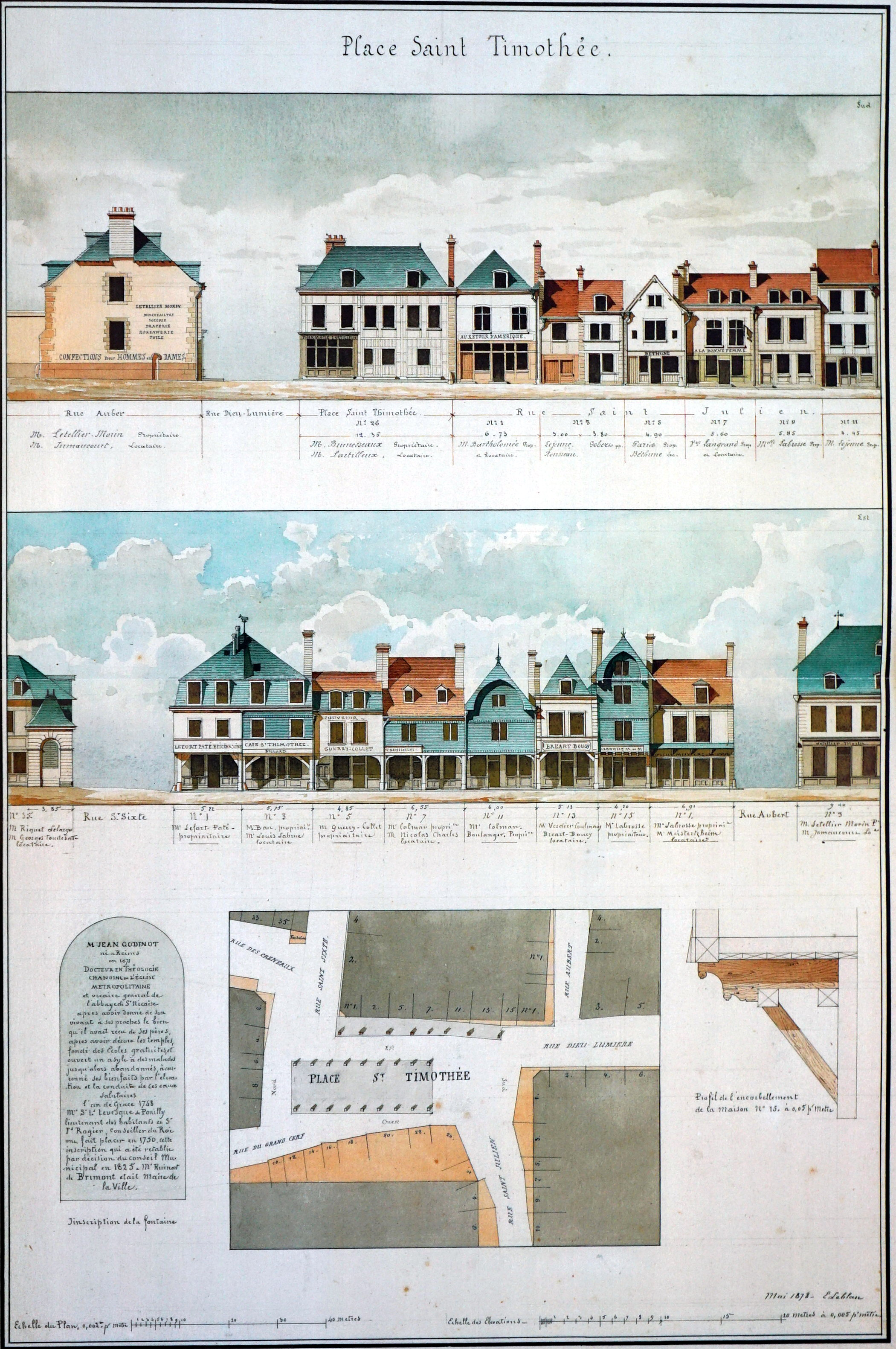
Fin XIXe siècle,
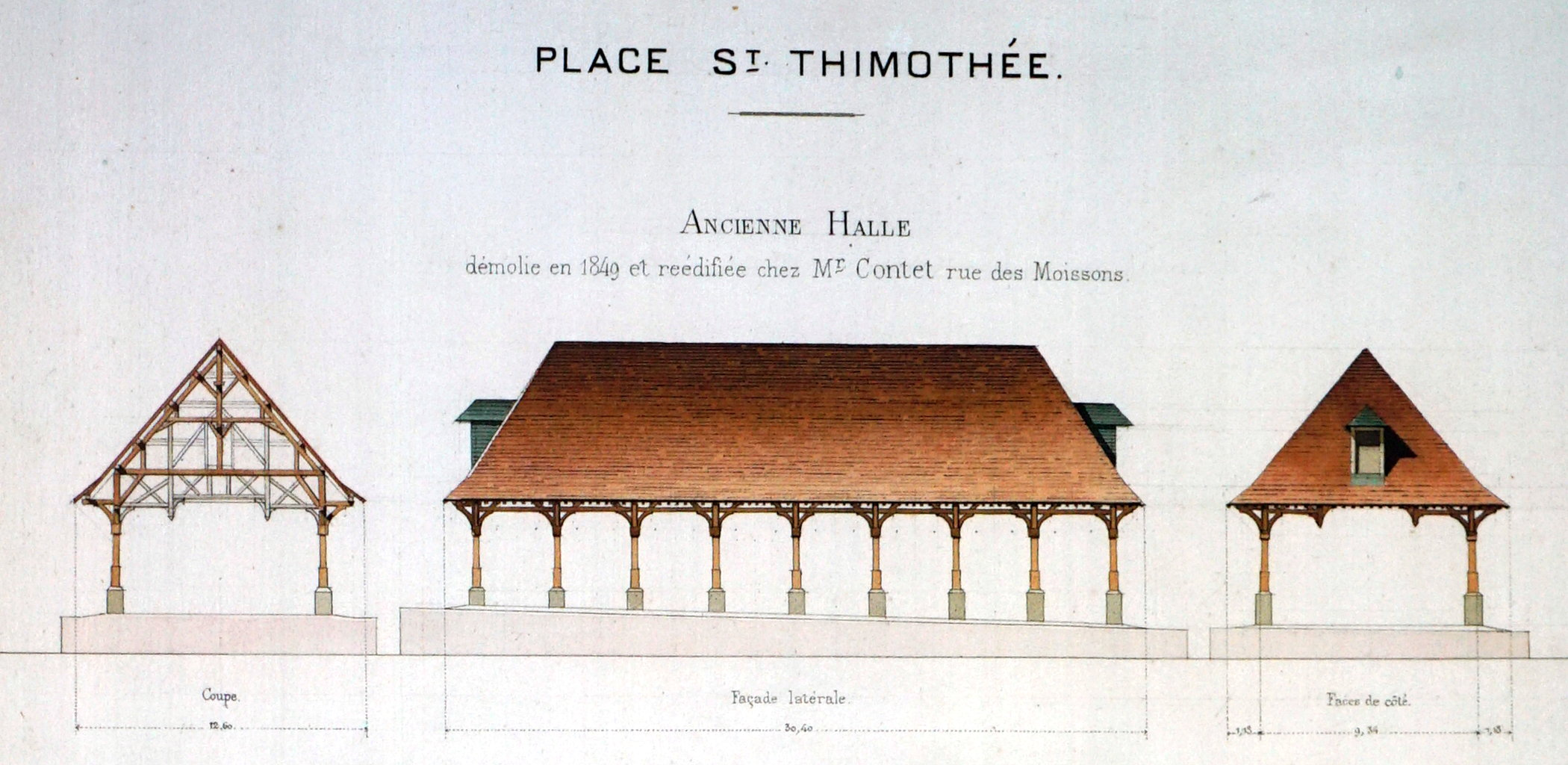
la halle qui fut démontée en 1849, dessin de Leblan.

## Bâtiments remarquables et lieux de mémoire
- Les maisons à pan de bois (n°22-24) inscrites au titre des monuments historiques,
- au n°1, Pharmacie Dieu-Lumière de l’architecte Adolphe Prost. La pharmacie est construite avec les dommages de guerre et remplace la succursale nº37 de la Société rémoise d’épicerie[4]. Le bâtiment est construit en 1923 dans un style historiciste rappelant l’architecture médiévale avec façades à pignons ardoisés, colombages et tourelles. Sur la façade de la pharmacie se trouvent trois animaux en pierre (serpent, escargot et tortue) en lien symbolique avec la pharmacie.
- A la croisée de la place Saint-Timothée et de la rue Aubert, vous pouvez apercevoir au-dessus du magasin d'alimentation, un T et un G entrelacés rappelant l'emplacement d'une succursale des établissements Goulet-Turpin, société succursaliste ancêtre de nos chaînes de magasins actuelles .
- Une plaque, visible depuis la place (n°2 Rue des Créneaux), matérialise l'emplacement d'une ancienne fontaine Godinot. Le texte est le suivant :

"M.Jean GODINOT né à Reims en 1661, Docteur en Théologie, Chanoine de l’église métropolitaine et vicaire général de l’Abbaye de Saint-Nicaise. Après avoir donné de son vivant à ses proches le bien qu’il avait reçu de ses pères  ; Après avoir décoré les temples, fondé des écoles gratuites et ouvert un asyle à des malades jusqu’alors abandonnés, a couronné tous ses bienfaits par l’élévation et la conduite de ces eaux salutaires." L'an de grace 1748 M.S.L.Levesque de Pouilly lieutenant des habitants et S.F.Rogier, conseiller du Roi ont fait placer en 1750 cette inscription qui a été rétablie par décision du conseil municipal en 1825. M.Ruinart de Brimont était Maire de la Ville.

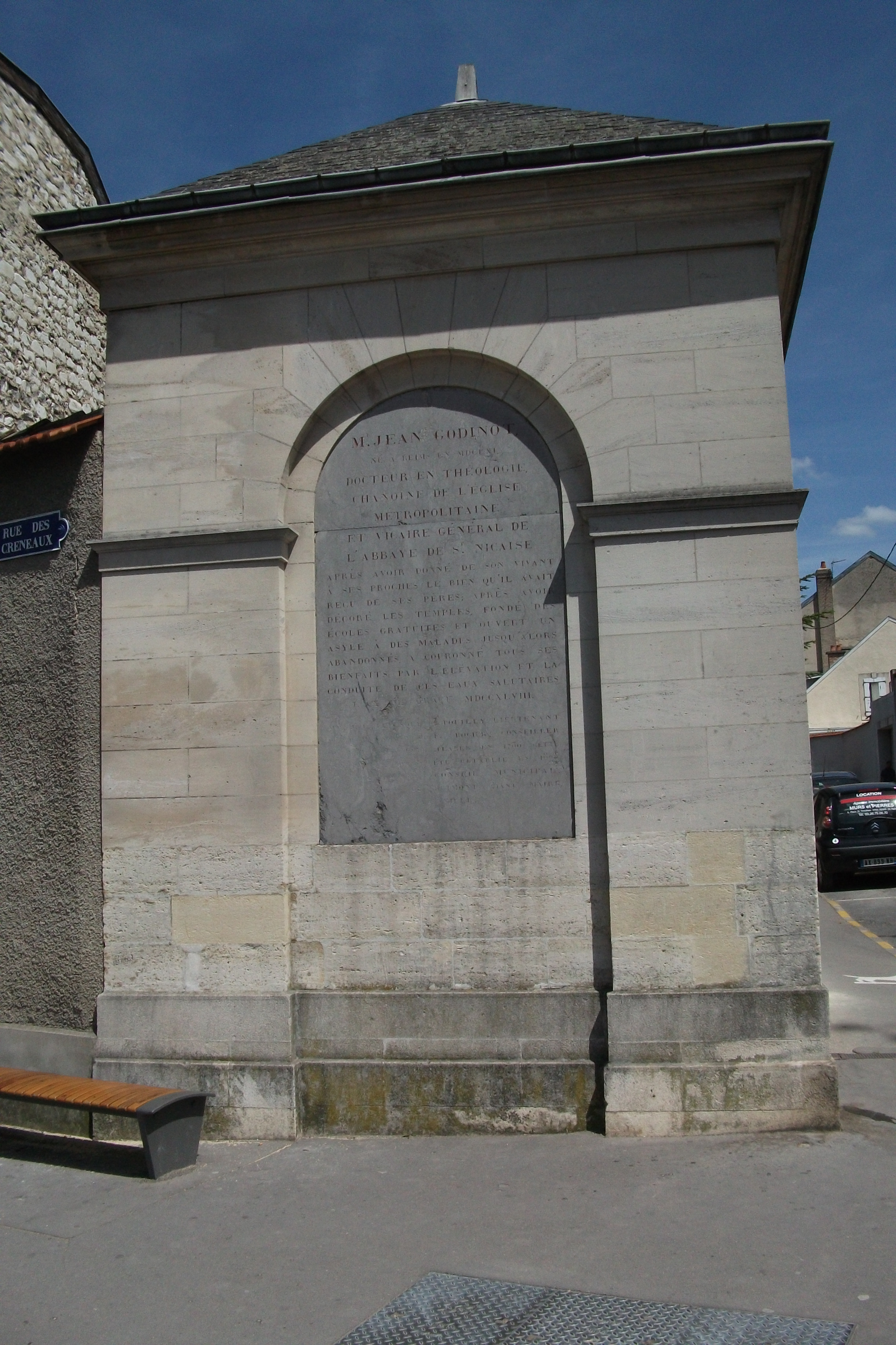
Hommage à Jean Godinot.